# Stefano Manzi

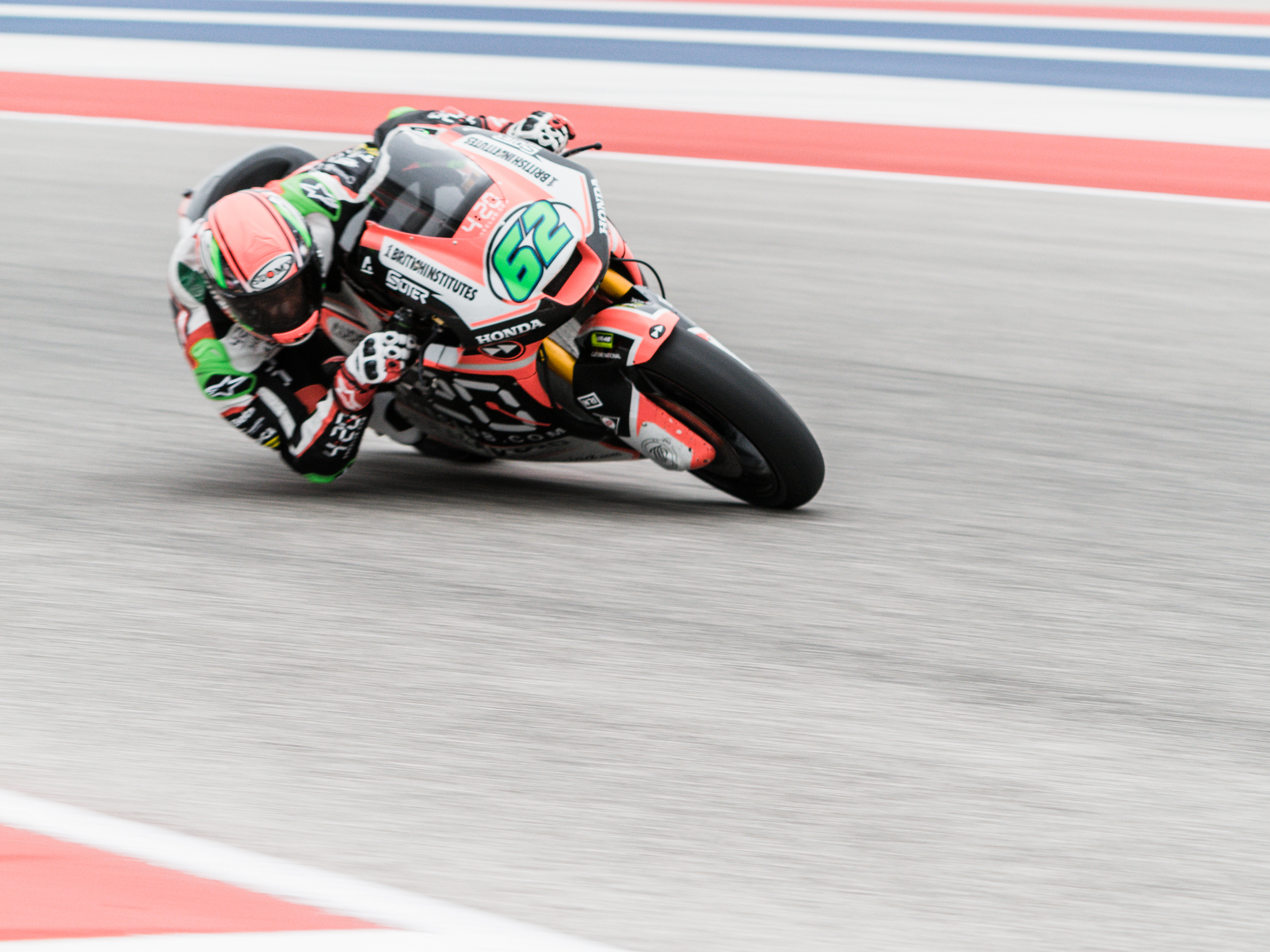
Grande Prémio das Américas de Motociclismo 2018 – Moto2 – número 62, Stefano Manzi – Suter – Forward Racing Team

Stefano Manzi (Rimini, 29 de março de 1999) é um motociclista italiano, atualmente compete na Moto2 pela 	SKY Racing Team VR46.

## Carreira
Stefano Manzi fez sua estreia na Moto3 em 2015 pela Mahindra Racing.